# Matthew Upson
Matthew James Upson (Hartlesmere, 18 aprile 1979) è un ex calciatore inglese, di ruolo difensore.
È stato selezionato dal ct dell'Inghilterra, Fabio Capello, per il Mondiale 2010 in Sudafrica.

## Carriera

### Club
Matthew Upson è cresciuto calcisticamente nel Luton Town, squadra militante nelle serie inferiori inglesi; successivamente ha vestito la maglia di Arsenal, Nottingham Forest, Crystal Palace, Reading, Birmingham City e West Ham United, squadra con la quale si è guadagnato la convocazione per il Campionato mondiale 2010; da agosto 2011 fa parte della rosa dello Stoke City.

### Nazionale
Esordisce in nazionale nel maggio del 2003, in una partita amichevole contro il Sudafrica.
Riceve la sua prima convocazione in una competizione ufficiale in occasione del mondiale 2010, in cui negli ottavi di finale realizza una rete nella sconfitta per 4-1 contro la Germania.

## Statistiche

### Presenze e reti nei club
Statistiche aggiornate al 3 novembre 2015.
| Stagione               | Squadra                | Campionato             | Campionato | Campionato | Coppe nazionali | Coppe nazionali | Coppe nazionali | Coppe continentali | Coppe continentali | Coppe continentali | Altre coppe | Altre coppe | Altre coppe | Totale | Totale |
| Stagione               | Squadra                | Comp                   | Pres       | Reti       | Comp            | Pres            | Reti            | Comp               | Pres               | Reti               | Comp        | Pres        | Reti        | Pres   | Reti   |
| ---------------------- | ---------------------- | ---------------------- | ---------- | ---------- | --------------- | --------------- | --------------- | ------------------ | ------------------ | ------------------ | ----------- | ----------- | ----------- | ------ | ------ |
| 2006-2007              | West Ham               | PL                     | 2          | 0          | FACup+CdL       | -               | -               | CU                 | -                  | -                  | -           | -           | -           | 2      | 0      |
| 2007-2008              | West Ham               | PL                     | 29         | 1          | FACup+CdL       | 2+2             | 0               | -                  | -                  | -                  | -           | -           | -           | 33     | 1      |
| 2008-2009              | West Ham               | PL                     | 37         | 0          | FACup+CdL       | 2+2             | 0               | -                  | -                  | -                  | -           | -           | -           | 41     | 0      |
| 2009-2010              | West Ham               | PL                     | 33         | 3          | FACup+CdL       | 1+1             | 0               | -                  | -                  | -                  | -           | -           | -           | 35     | 3      |
| 2010-2011              | West Ham               | PL                     | 30         | 0          | FACup+CdL       | 1+3             | 0               | -                  | -                  | -                  | -           | -           | -           | 34     | 0      |
| Totale West Ham        | Totale West Ham        | Totale West Ham        | 131        | 4          |                 | 14              | 0               |                    | -                  | -                  |             | -           | -           | 145    | 4      |
| 2011-2012              | Stoke City             | PL                     | 14         | 1          | FACup+CdL       | 2+1             | 0               | UEL                | 8                  | 1                  | -           | -           | -           | 25     | 2      |
| 2012-gen. 2013         | Stoke City             | PL                     | 1          | 1          | FACup+CdL       | 0+1             | 0               | -                  | -                  | -                  | -           | -           | -           | 2      | 1      |
| Totale Stoke City      | Totale Stoke City      | Totale Stoke City      | 15         | 2          |                 | 4               | 0               |                    | 8                  | 1                  |             | -           | -           | 27     | 2      |
| gen.-giu. 2013         | Brighton & Hove        | FLC                    | 18+2       | 1          | FACup+CdL       | -               | -               | -                  | -                  | -                  | -           | -           | -           | 20     | 1      |
| 2013-2014              | Brighton & Hove        | FLC                    | 43+1       | 2          | FACup+CdL       | 3+0             | 0               | -                  | -                  | -                  | -           | -           | -           | 47     | 2      |
| Totale Brighton & Hove | Totale Brighton & Hove | Totale Brighton & Hove | 61+3       | 3          |                 | 3               | 0               |                    | -                  | -                  |             | -           | -           | 67     | 3      |
| 2014-2015              | Leicester City         | PL                     | 5          | 0          | FACup+CdL       | 1+0             | 0               | -                  | -                  | -                  | -           | -           | -           | 6      | 0      |
| 2015-2016              | MK Dons                | FLC                    | 2          | 0          | FACup+CdL       | 0+2             | 0               | -                  | -                  | -                  | -           | -           | -           | 4      | 0      |
| Totale carriera        | Totale carriera        | Totale carriera        | 214+3      | 9          |                 | 24              | 0               |                    | 8                  | 1                  |             | -           | -           | 248    | 10     |

### Cronologia presenze e reti in nazionale
| Cronologia completa delle presenze e delle reti in nazionale ― Inghilterra | Cronologia completa delle presenze e delle reti in nazionale ― Inghilterra | Cronologia completa delle presenze e delle reti in nazionale ― Inghilterra | Cronologia completa delle presenze e delle reti in nazionale ― Inghilterra | Cronologia completa delle presenze e delle reti in nazionale ― Inghilterra | Cronologia completa delle presenze e delle reti in nazionale ― Inghilterra | Cronologia completa delle presenze e delle reti in nazionale ― Inghilterra | Cronologia completa delle presenze e delle reti in nazionale ― Inghilterra |
| Data                                                                       | Città                                                                      | In casa                                                                    | Risultato                                                                  | Ospiti                                                                     | Competizione                                                               | Reti                                                                       | Note                                                                       |
| -------------------------------------------------------------------------- | -------------------------------------------------------------------------- | -------------------------------------------------------------------------- | -------------------------------------------------------------------------- | -------------------------------------------------------------------------- | -------------------------------------------------------------------------- | -------------------------------------------------------------------------- | -------------------------------------------------------------------------- |
| 22-5-2003                                                                  | Durban                                                                     | Sudafrica                                                                  | 1 – 2                                                                      | Inghilterra                                                                | Amichevole                                                                 | -                                                                          | 46’                                                                        |
| 3-6-2003                                                                   | Leicester                                                                  | Inghilterra                                                                | 2 – 1                                                                      | Serbia e Montenegro                                                        | Amichevole                                                                 | -                                                                          | 85’                                                                        |
| 11-6-2003                                                                  | Middlesbrough                                                              | Inghilterra                                                                | 2 – 1                                                                      | Slovacchia                                                                 | Qual. Euro 2004                                                            | -                                                                          |                                                                            |
| 20-8-2003                                                                  | Ipswich                                                                    | Inghilterra                                                                | 3 – 1                                                                      | Croazia                                                                    | Amichevole                                                                 | -                                                                          | 60’                                                                        |
| 10-9-2003                                                                  | Manchester                                                                 | Inghilterra                                                                | 2 – 0                                                                      | Liechtenstein                                                              | Qual. Euro 2004                                                            | -                                                                          |                                                                            |
| 16-11-2003                                                                 | Manchester                                                                 | Inghilterra                                                                | 2 – 3                                                                      | Danimarca                                                                  | Amichevole                                                                 | -                                                                          |                                                                            |
| 17-11-2004                                                                 | Madrid                                                                     | Spagna                                                                     | 1 – 0                                                                      | Inghilterra                                                                | Amichevole                                                                 | -                                                                          | 65’                                                                        |
| 6-2-2008                                                                   | Londra                                                                     | Inghilterra                                                                | 2 – 1                                                                      | Svizzera                                                                   | Amichevole                                                                 | -                                                                          |                                                                            |
| 10-9-2008                                                                  | Zagabria                                                                   | Croazia                                                                    | 1 – 4                                                                      | Inghilterra                                                                | Qual. Mondiali 2010                                                        | -                                                                          | 89’                                                                        |
| 11-10-2008                                                                 | Londra                                                                     | Inghilterra                                                                | 5 – 1                                                                      | Kazakistan                                                                 | Qual. Mondiali 2010                                                        | -                                                                          |                                                                            |
| 15-10-2008                                                                 | Minsk                                                                      | Bielorussia                                                                | 1 – 4                                                                      | Inghilterra                                                                | Qual. Mondiali 2010                                                        | -                                                                          |                                                                            |
| 19-11-2008                                                                 | Berlino                                                                    | Germania                                                                   | 1 – 2                                                                      | Inghilterra                                                                | Amichevole                                                                 | 1                                                                          |                                                                            |
| 11-2-2009                                                                  | Siviglia                                                                   | Spagna                                                                     | 2 – 0                                                                      | Inghilterra                                                                | Amichevole                                                                 | -                                                                          | 46’                                                                        |
| 28-3-2009                                                                  | Londra                                                                     | Inghilterra                                                                | 4 – 0                                                                      | Slovacchia                                                                 | Amichevole                                                                 | -                                                                          |                                                                            |
| 6-6-2009                                                                   | Almaty                                                                     | Kazakistan                                                                 | 0 – 4                                                                      | Inghilterra                                                                | Qual. Mondiali 2010                                                        | -                                                                          |                                                                            |
| 5-9-2009                                                                   | Londra                                                                     | Inghilterra                                                                | 2 – 1                                                                      | Slovenia                                                                   | Amichevole                                                                 | -                                                                          | 64’                                                                        |
| 9-9-2009                                                                   | Londra                                                                     | Inghilterra                                                                | 5 – 1                                                                      | Croazia                                                                    | Qual. Mondiali 2010                                                        | -                                                                          |                                                                            |
| 14-11-2009                                                                 | Doha                                                                       | Brasile                                                                    | 1 – 0                                                                      | Inghilterra                                                                | Amichevole                                                                 | -                                                                          |                                                                            |
| 3-3-2010                                                                   | Londra                                                                     | Inghilterra                                                                | 3 – 1                                                                      | Egitto                                                                     | Amichevole                                                                 | -                                                                          |                                                                            |
| 23-6-2010                                                                  | Port Elizabeth                                                             | Inghilterra                                                                | 1 – 0                                                                      | Slovenia                                                                   | Mondiali 2010 - 1º turno                                                   | -                                                                          |                                                                            |
| 27-6-2010                                                                  | Bloemfontein                                                               | Inghilterra                                                                | 1 – 4                                                                      | Germania                                                                   | Mondiali 2010 - Ottavi di finale                                           | 1                                                                          |                                                                            |
| Totale                                                                     |                                                                            | Presenze                                                                   | 21                                                                         |                                                                            | Reti                                                                       | 2                                                                          |                                                                            |

## Palmarès

### Club
- Campionato inglese: 2

Arsenal: 1997-1998, 2001-2002
- Coppa d'Inghilterra: 2

Arsenal: 1997-1998, 2002-2003
- Charity/Community Shield: 1

Arsenal:  2002